# Francisco de Paula Vieira da Silva Tovar
Francisco de Paula Vieira da Silva Tovar de Albuquerque (Molelos (Tondela), 8 de fevereiro de 1774 – Folhadosa (Seia), 7 de dezembro de 1852), 10.º senhor de Molelos, 1.º barão de Molelos (depois de 1815) e 1.º visconde de Molelos (depois de 1826), foi um oficial general do Exército Português e político que se distinguiu na resistência às invasões francesas durante a Guerra Peninsular. Aderiu ao vintismo e foi deputado às Cortes Gerais e Extraordinárias da Nação Portuguesa, mas declarou-se legitimista e apoiou as posições de D. Miguel I de Portugal cujas forças no Algarve comandou durante a fase final da Guerra Civil Portuguesa.

## Biografia
Nasceu no Paço de Molelos, filho de Jerónimo Vieira da Silva de Tovar e de Margarida Josefa de Melo e Albuquerque, da Casa da Insua, Penalva do Castelo.
Formado em matemática e filosofia pela Universidade de Coimbra, tendo aderido à maçonaria.
Foi um dos líderes da revolta contra os franceses na Beira, em 1808, tendo ascendido a chefe do estado-maior do general Pinto Bacelar.
No fim da Guerra Peninsular foi promovido a coronel e recebeu o título de barão em 17 de dezembro de 1815.
Fez parte da Junta Provisional Preparatória das Cortes, e foi deputado às Cortes Gerais e Extraordinárias da Nação Portuguesa em 1821-1822.
Inicialmente vintista e ativista da Martinhada, aderiu posteriormente ao miguelismo.
Secretário militar de D. Miguel, era governador do Algarve com a patente de marechal-de-campo quando se verificou o desembarque dos liberais em Cacela, a 24 de junho de 1833. Devido a um erro tático permitiu o seu avanço sobre Lisboa, onde entraram a 24 de julho desse ano, o que se tornou fatal para a causa miguelista.
Foi irmão de João Vieira Tovar e Albuquerque, governador de Santa Catarina.